# Apateolepis australis
Apateolepis australis è un pesce osseo estinto, appartenente agli attinotterigi. Visse nel Triassico medio (circa 245- 242 milioni di anni fa) e i suoi resti fossili sono stati ritrovati in Australia.

## Descrizione
Solitamente questo pesce di medie dimensioni non superava la lunghezza di circa 20 centimetri, e possedeva un corpo allungato e slanciato a forma di fuso. Il muso era smussato, e la bocca era posta in posizione leggermente ventrale. Era presente una pinna dorsale posta in posizione molto arretrata, di forma triangolare e dalla base larga. La pinna anale era ancor più arretrata e più piccola della dorsale. Le pinne pettorali erano relativamente larghe, con lepidotrichi (raggi ossei della pinna) non segmentati. 

## Classificazione
Apateolepis australis venne descritto per la prima volta da Arthur Smith Woodward nel 1890, sulla base di resti fossili ritrovati nella zona di Gosford in Australia (Nuovo Galles del Sud), in terreni probabilmente risalenti al Triassico medio. Lo studioso attribuì Apateolepis al grande gruppo dei paleonisciformi, all'epoca considerato il gruppo comprendente tutti i più arcaici attinotterigi, ma attualmente considerato artificiale (parafiletico). Non è chiaro a quale gruppo di pesci appartenga Apateolepis, ma da alcuni è considerato un rappresentante dei Tegeolepididae.

## Paleoecologia
Apateolepis doveva essere un predatore relativamente agile.